# Sínode de Worms
|  | Per a altres significats, vegeu «Worms (desambiguació)». |

El Sínode de Worms era un sínode i un reichstag organitzat per a l'emperador Enric IV del Sacre Imperi Romanogermànic al 24 de gener del 1076 a Worms.
Enric IV va organitzar-lo per a obtenir la destitució del papa Gregori VII. En reeixir-lo, va esclatar la lluita de les investidures. 24 del 38 bisbes del Sacre imperi hi van participar, l'emperador comptava, entre d'altres, amb el support d'Adalbero de Würzburg, de Guillem I d'Utrecht i d'Enric I de Verdun.
Al Sínode de Roma, al mateix any, el papa va reagir en distituir Enric IV.